# Первомайское (Гумбетовский район)
Первомайское (Первомайск) — кутан Гумбетовского района, расположенный в  Бабаюртовском районе Республики Дагестан Россия.

## Географическое положение
Кутан расположено на территории Бабаюртовского района в 9 км к юго-западу от села Бабаюрт.

## История
Образовано как кутан колхоза имени Ленина Гумбетовского района.